# Nemopterella remifera
Nemopterella remifera is een insect uit de familie van de Nemopteridae, die tot de orde netvleugeligen (Neuroptera) behoort. 
Nemopterella remifera is voor het eerst wetenschappelijk beschreven door Westwood in 1874.